# Fernando Higueras
Fernando Higueras (Madrid, 26 de noviembre de 1930 - Madrid, 30 de enero de 2008) fue un arquitecto español.

## Biografía
Fernando de Higueras Díaz nació en Madrid el 26 de noviembre de 1930 y se tituló como arquitecto en la Escuela Técnica Superior de Arquitectura de Madrid en 1959, dentro de una promoción caracterizada por su distanciamiento del racionalismo y su aproximación a las corrientes organicistas, que tenían como referencia la obra de Frank Lloyd Wright.

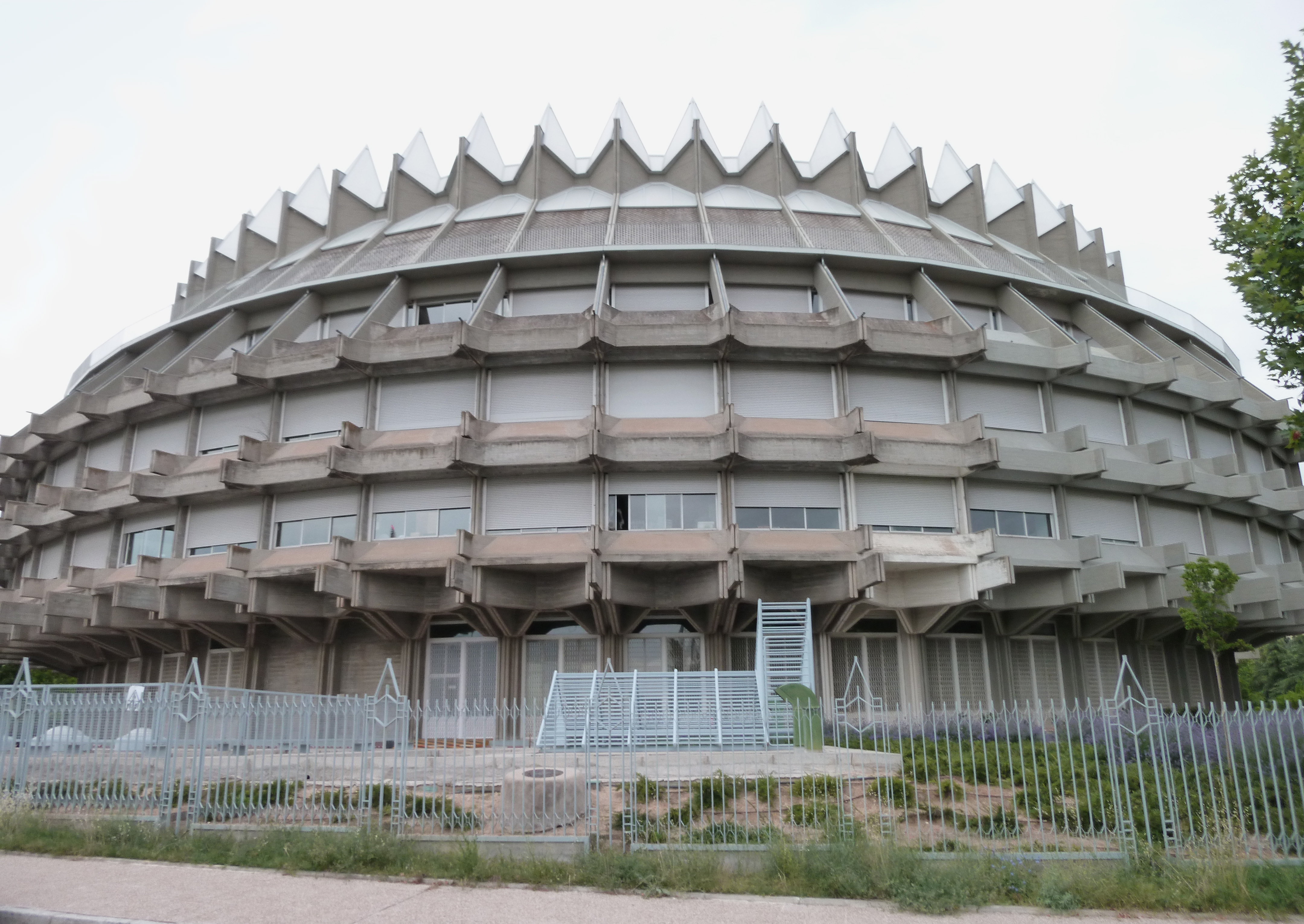
Vista de la sede del Instituto del Patrimonio Histórico Español

En 1969 adquirió gran fama internacional con su proyecto del edificio polivalente de Montecarlo, y ha sido uno de los principales y más influyentes arquitectos de la modernidad española.
Se casó con Mª Elena de Cárdenas, con la que tuvo cinco hijos. Gran aficionado a la música, a la pintura y a la fotografía, disciplinas artísticas en las que también ha sido premiada su valía, la originalidad y potencia creadora de Higueras representa, dentro del panorama arquitectónico español, una de las más singulares conjunciones de rigor constructivo con la adaptación al medio físico y natural y del entendimiento de la arquitectura popular desde planteamientos contemporáneos.
Sus espectaculares y sencillas soluciones estructurales, junto con sus bóvedas tabicadas han influido en arquitectos posteriores de manera significativa. La riqueza de la obra de Higueras representa al tiempo la continuidad arquitectónica en España del constructivismo ruso [cita requerida] , de la mejor tradición constructiva de Wright pudiendo ser considerado también como uno de los precursores del informalismo en la arquitectura.
Falleció en su ciudad natal el 30 de enero de 2008, a los 77 años de edad.

## Proyectos seleccionados

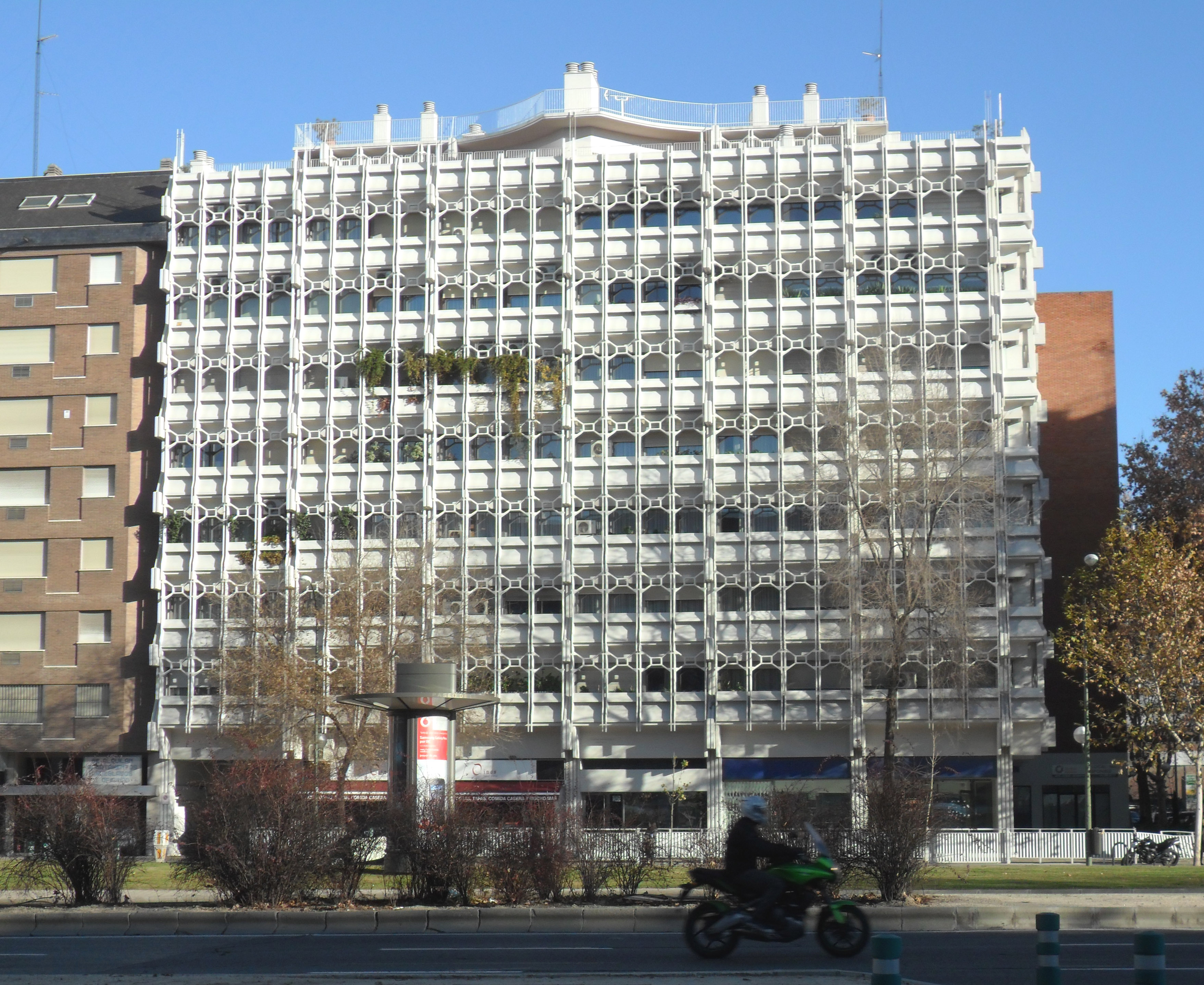
Edificio en el n.º 266 del Paseo de la Castellana

Uno de los arquitectos españoles del siglo XX más reconocidos a nivel internacional, entre sus proyectos y obras más destacadas figuran su proyecto para el Pabellón Español en Nueva York en 1963, para el edificio polivalente para Montecarlo en 1969, y la casa La Macarrona en Madrid en  1971–76, así como el edificio Castellana, en el número 266 del Paseo de la Castellana en Madrid, o la Sede del Instituto del Patrimonio Histórico Español. Resulta particularmente novedoso por su estilo constructivo y sus materiales el Colegio Estudio, heredero de la Institución Libre de Enseñanza (del que fue alumno), en Madrid.
En la ciudad de Almería construyó el Hotel Indálico (1967) junto a Antonio Miró. En las Actas del IX Congreso DOCOMOMO Ibérico se publicó una comunicación sobre dicha obra.
Colaborador asiduo del artista canario César Manrique, de la relación entre ambos surgió un proyecto (no materializado) para la urbanización de la isla de Lanzarote, cuyos planos se encuentran en el MOMA de Nueva York.
Colaboró con el arquitecto Félix Candela al terminar su exilio, diseñando proyectos con los emblemáticos paraguas invertidos.

## Edificios y proyectos
20 trabajos representativos:

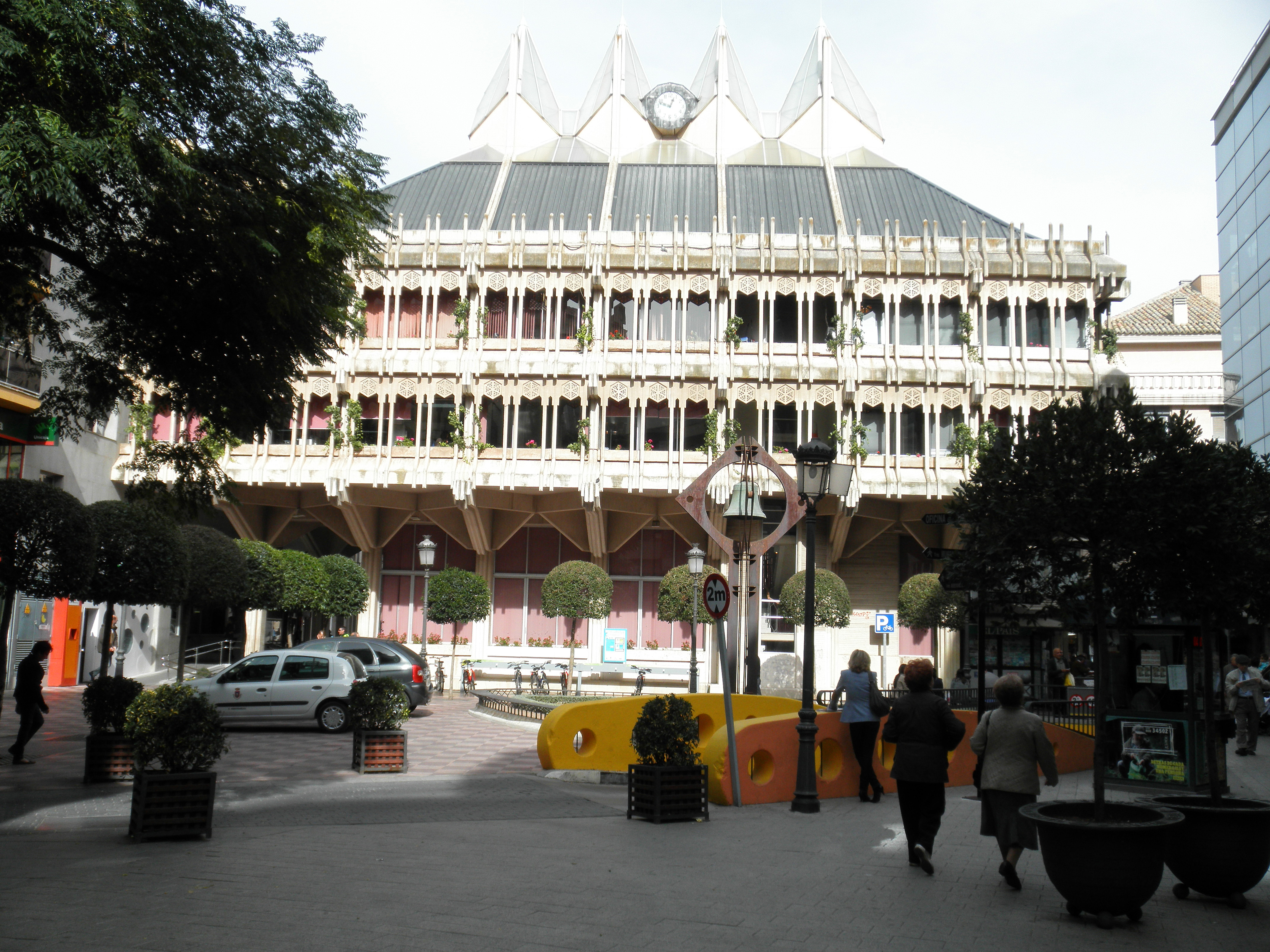
Ayuntamiento de Ciudad Real

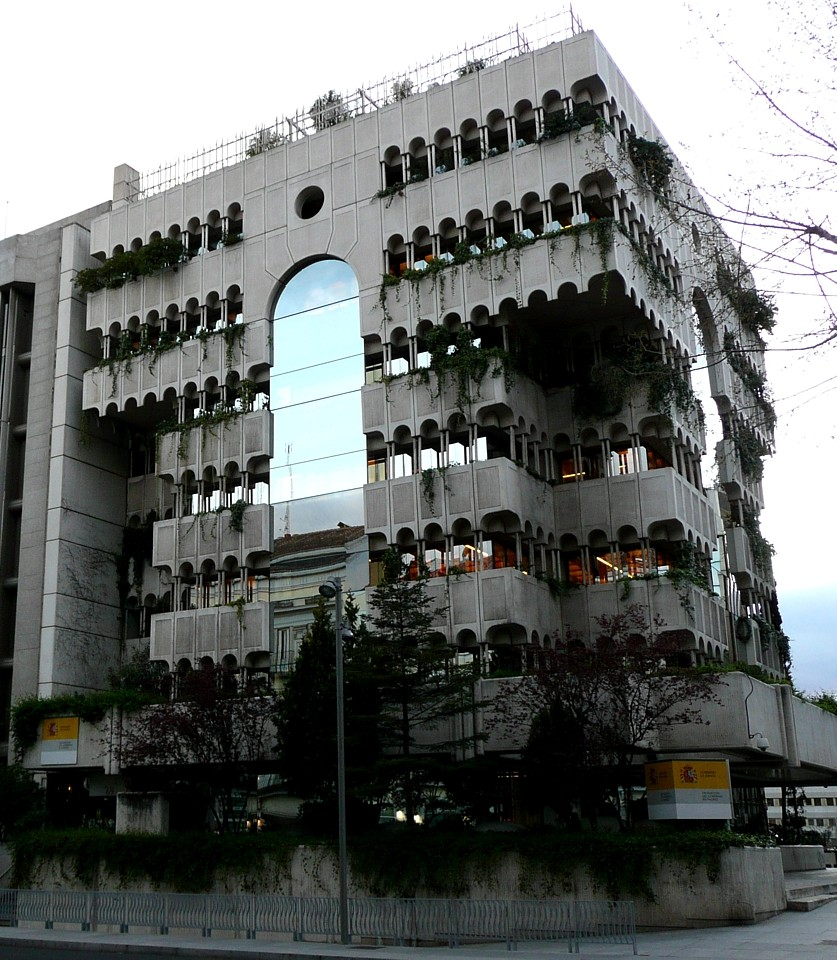
Edificio Serrano 69, Madrid

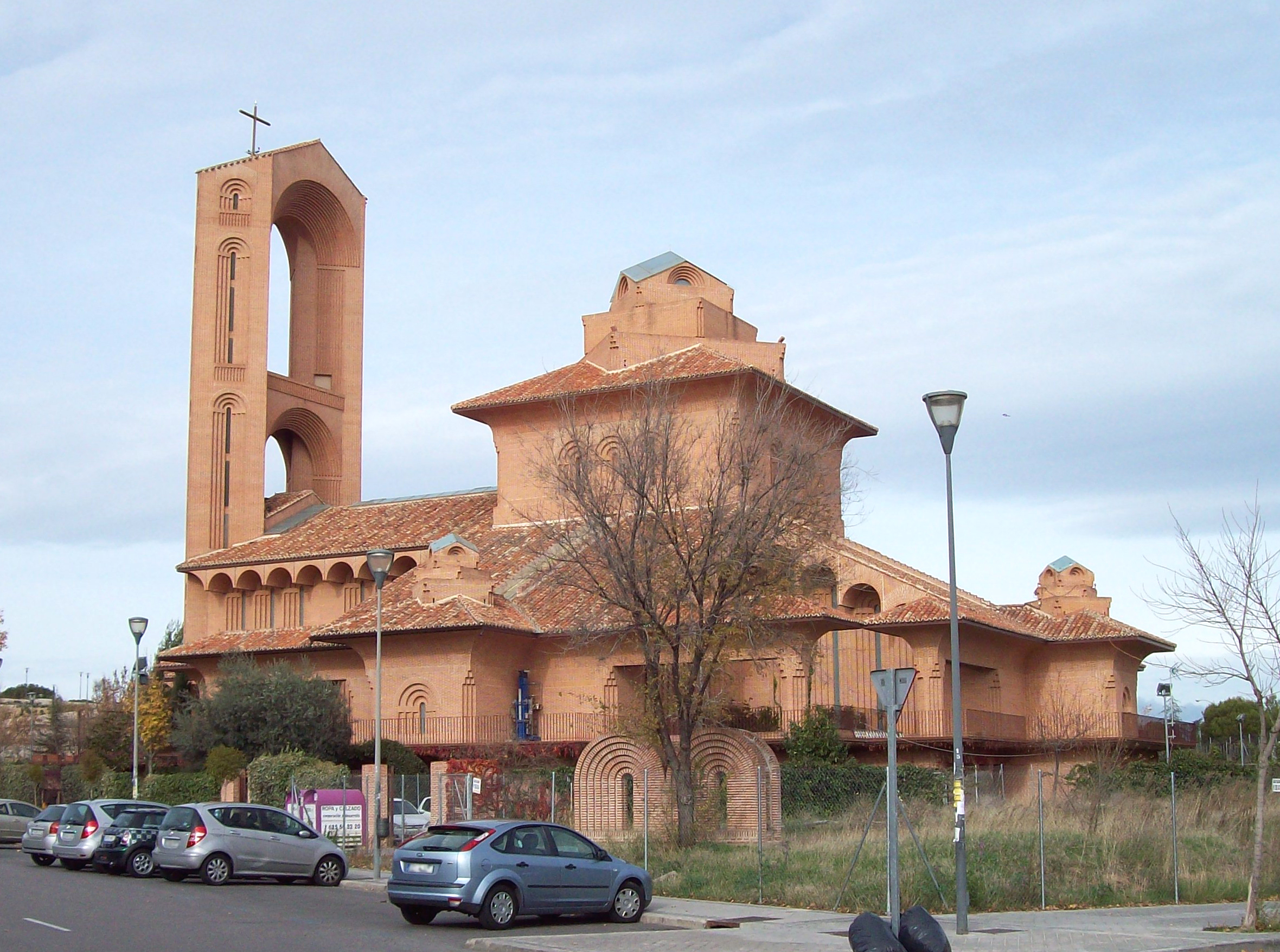
Iglesia de Santa María de Caná, en Pozuelo de Alarcón

- Diez residencias de artistas. Monte de El Pardo, Madrid, 1960
- Casa Lucio Muñoz. Torrelodones, Madrid, 1962-1963
- Colegio Estudio. Aravaca, Madrid, 1962-1964
- Colegio Aljarafe, Mairena del Aljarafe, Sevilla, 1970-1972
- Ciudad Aljarafe, Mairena del Aljarafe, Sevilla, 1970-1972
- Unidad vecinal de absorción. Hortaleza, Madrid, 1963
- Pabellón español para la feria internacional de Nueva York. Concurso, 1963
- Plan parcial de urbanización. Lanzarote, 1963
- Casa Santonja. Somosaguas, Madrid, 1964
- Centro de Restauraciones. Ciudad universitaria, Madrid, 1965
- Viviendas para el patronato de casas militares. Calle San Bernardo, Madrid, 1967-1975
- Edificio polivalente. Montecarlo, 1969
- Ayuntamiento. Plaza Mayor, Ciudad Real, 1970-1975
- Casa Fierro. Marbella, Málaga, 1970-1971
- Casa la Macarrona. Somosaguas, Madrid, 1971-1976
- Casa museo María Josefa Huarte. Somosaguas, Madrid, 1971
- Hotel Las Salinas. Teguise, Lanzarote, 1973-1977
- Residencia Real de La Mareta, Teguise, Lanzarote, 1981.[11]
- Complejo turístico en Parque del Sol Guadalmina, San Pedro de Alcántara, Málaga, 1978-1981
- Viviendas protegidas. Suances, Cantabria, 1982
- Museo Antonio López Torres. Tomelloso, Ciudad Real, 1980-1985
- Complejos comerciales y residenciales. Abu Dhabi, 1982
- Apartamentos Lomas de Marbella Club. Marbella, Málaga, 1983-1986
- Iglesia de Santa María de Caná (Pozuelo de Alarcón).[12]

## Fundación Fernando Higueras
La fundación, dedicada a mantener vivo el legado del arquitecto madrileño, fue dirigida tras su creación por la fotógrafa Lola Botia, pareja del propio Higueras durante sus últimos veinte años de vida. Tiene su sede en una original vivienda subterránea, proyectada por el propio Higueras. Conocida como el rascainfiernos (contraposición irónica de la palabra rascacielos), se encuentra situada en la calle Maestro Lassalle 36, en el madrileño barrio de Chamartín. Puede verse concertando visita previa en la web Fundación Fernando Higueras.